# Ottrau
Ottrau település Németországban, Hessen tartományban. Lakosainak száma 2155 fő (2023. december 31.). Ottrau Neukirchen és Oberaula községekkel határos.

## Népesség
A település népességének változása:
| Lakosok száma | 2201 | 2169 | 2135 | 2164 | 2155 |
|               | 2017 | 2019 | 2021 | 2022 | 2023 |